# Ozawa Jisaburō
Phó Đô đốc Ozawa Jisaburō  (小沢 治三郎 Ozawa Jisaburō,  2 tháng 10 năm 1886 – 9 tháng 11 năm 1966) là một đô đốc Hải quân Đế quốc Nhật Bản trong Thế chiến II. Ông là vị Tổng tư lệnh cuối cùng của Hạm đội Liên hợp. Nhiều nhà sử học quân sự xem Ozawa là một trong những sĩ quan chỉ huy có thực lực nhất của Nhật Bản.

## Tiểu sử
Ozawa sinh ra ở vùng nông thôn thuộc quận Koyu, Tỉnh Miyazaki đảo Kyūshū, Nhật Bản.
Ozawa tốt nghiệp khóa 37 của Học viện Hải quân Đế quốc Nhật Bản ngày 19 tháng 11 năm 1909, đạt thứ hạng 45 trên 179 học viên. Ông nhận nhiệm vụ là chuẩn úy hải quân trên tuần dương hạm Soya và Kasuga và thiết giáp hạm Mikasa.
Ozawa phục vụ trong nhiều vị trí trong khoảng thời gian 1925–1933, ngoại trừ thời gian khoảng 1 năm 1930 khi ông được cử đi thăm Hoa Kỳ và châu Âu. Ông được thăng làm thuyền trưởng ngày 1 tháng 12 năm 1930, và vào ngày 15 tháng 11 năm 1934, ông nhận chỉ huy tuần dương hạm Maya , tiếp đó là thiết giáp hạm Haruna vào ngày 28 tháng 10 năm 1935

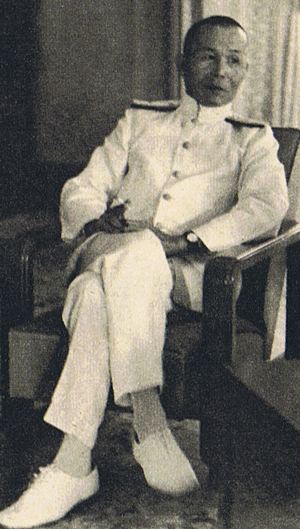
Ozawa khi là Tổng tư lệnh của Lực lượng Viễn chinh Phương nam, 16 tháng 11 năm 1941 tại Sài Gòn.

Ozawa, có biệt danh là'The Gargoyle' (Onigawara) được đặt bởi thuộc cấp của ông, bởi ông có chiều cao đặc biệt (6'7" hay 2 m; cao hơn nhiều so với một người Nhật trung bình) và được xem là vị Đô đốc có ngoại hình xấu xí nhất trong Hải quân Nhật. Ông cũng được biết đến nhờ danh tiếng về lòng dũng cảm và tận tâm với thuộc cấp của mình.
Ozawa mất năm 1966 lúc 80 tuổi.

### Sách
- Costello, Frank (2001). The Second World War. Harper Perennial. ISBN 0-688-01620-0.
- Cox, Robert Jon (2010). The Battle Off Samar: Taffy III at Leyte Gulf (5th Edition). Agogeebic Press, LLC. ISBN 0-9822390-4-1.
- D'Albas, Andrieu (1965). Death of a Navy: Japanese Naval Action in World War II. Devin-Adair Pub. ISBN 0-8159-5302-X.
- Dull, Paul S. (1978). A Battle History of the Imperial Japanese Navy, 1941-1945. Naval Institute Press. ISBN 0-87021-097-1.
- Field, James A. (1947). The Japanese at Leyte Gulf;: The Sho operation. Princeton University Press. ASIN B0006AR6LA.
- Frank, Richard (2001). Downfall: The End of the Imperial Japanese Empire. Penguin. ISBN 0-14-100146-1.
- Gilbert, Martin (2004). The Second World War: A Complete History. Holt. ISBN 0-8050-7623-9.
- Keegan, John (2005). The Second World War. Penguin. ISBN 0-14-303573-8.
- Sheftall, M.G. (2005). Blossoms in the Wind: Human Legacies of the Kamikaze. NAL Caliber. ISBN 0-451-21487-0.
- Spector, Ronald (1985). Eagle Against the Sun: The American War With Japan. Vintage. ISBN 0-394-74101-3.